# Koripallon miesten SM-sarjakausi 1972-1973
La Koripallon miesten SM-sarjakausi 1972-1973 è stata la 33ª edizione del massimo campionato finlandese di pallacanestro maschile. La vittoria finale è stata ad appannaggio del Turun NMKY.
Fu la prima stagione in cui furono ammessi giocatori stranieri.

## Risultati

### Stagione regolare
|     | Squadra              | G  | V  | P  | PF   | PS   | Pt. | Qualificazione |
| --- | -------------------- | -- | -- | -- | ---- | ---- | --- | -------------- |
| 1.  | Turun NMKY           | 18 | 17 | 1  | 1537 | 1363 | 34  | girone finale  |
| 2.  | Hels. Kisa-Toverit   | 18 | 14 | 4  | 1324 | 1191 | 28  | girone finale  |
| 3.  | Tapion Honka         | 18 | 13 | 5  | 1562 | 1340 | 26  | girone finale  |
| 4.  | Playboys             | 18 | 10 | 8  | 1385 | 1373 | 20  | girone finale  |
| 5.  | Helsingin NMKY       | 18 | 8  | 10 | 1473 | 1503 | 16  |                |
| 6.  | KTP-Basket           | 18 | 7  | 11 | 1302 | 1339 | 14  |                |
| 7.  | Pispalan Tarmo       | 18 | 7  | 11 | 1418 | 1519 | 14  |                |
| 8.  | Pantterit            | 18 | 7  | 11 | 1440 | 1435 | 14  |                |
| 9.  | Karkkilan Urheilijat | 18 | 5  | 13 | 1359 | 1480 | 10  | retrocesse     |
| 10. | ToPo Helsinki        | 18 | 2  | 16 | 1378 | 1671 | 4   | retrocesse     |

### Girone finale
|    | Squadra            | G  | V  | P  | PF   | PS   | Pt. |
| -- | ------------------ | -- | -- | -- | ---- | ---- | --- |
| 1. | Turun NMKY         | 24 | 22 | 2  | 2174 | 1899 | 44  |
| 2. | Hels. Kisa-Toverit | 24 | 17 | 7  | 1811 | 1661 | 34  |
| 3. | Tapion Honka       | 24 | 16 | 8  | 2102 | 1881 | 32  |
| 4. | Playboys           | 24 | 11 | 13 | 1916 | 1985 | 22  |

| Koripallon miesten SM-sarjakausi 1972-1973 |
| ------------------------------------------ |
| Turun NMKY 1º titolo                       |

## Formazione vincitrice
| N° | Naz.                 | Ruolo | Sportivo       |  | Alt. |  |
| -- | -------------------- | ----- | -------------- |  | ---- |  |
|    | Finlandia (bandiera) | C     | Tapio Sten     |  | 201  |  |
|    | Finlandia (bandiera) |       | Mikko Koskinen |  | 190  |  |